# Quermutterbolzen

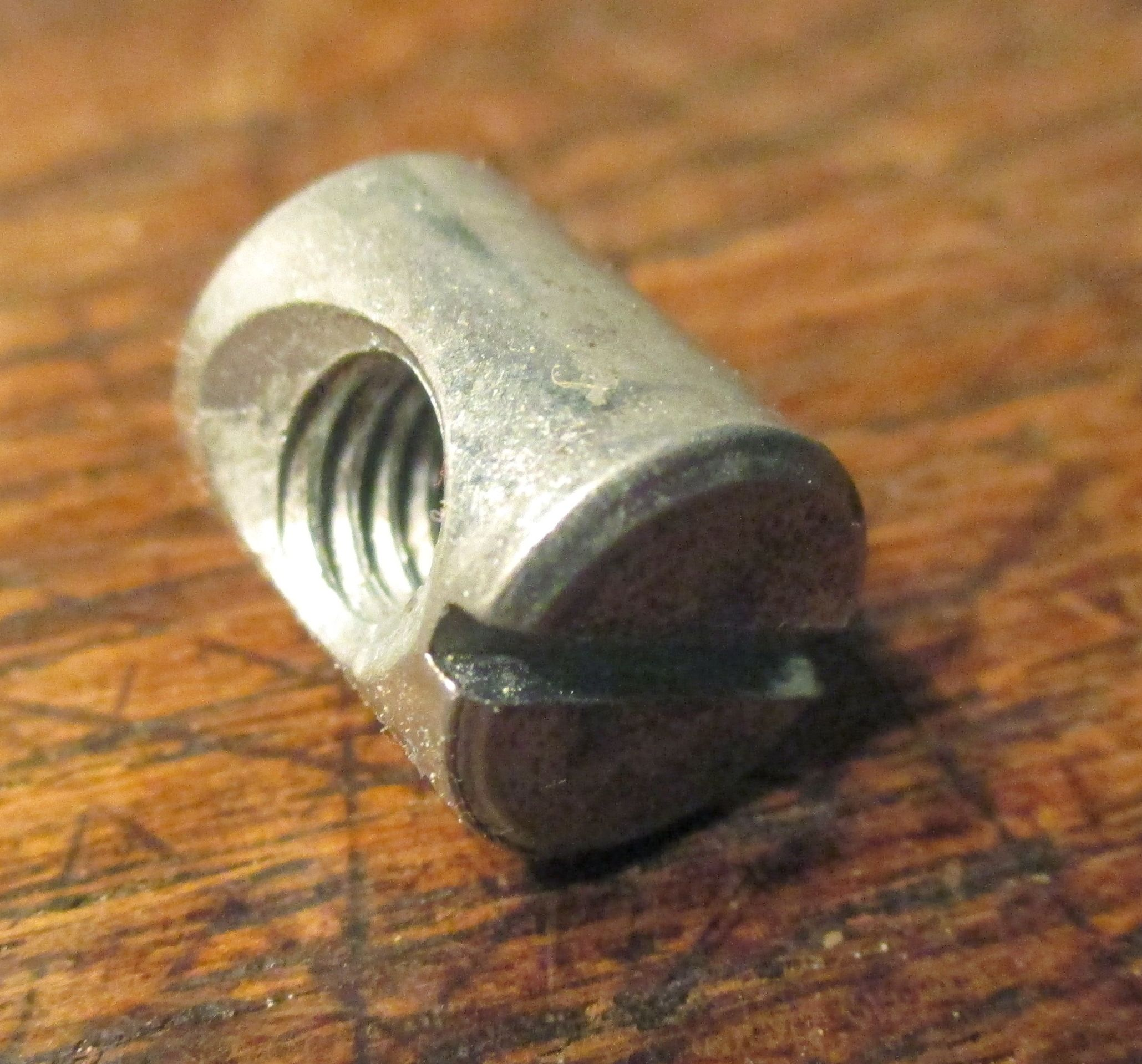
Quermutterbolzen: Durchmesser 10 mm, Querloch mit M6-Gewinde, stirnseitiger Schlitz

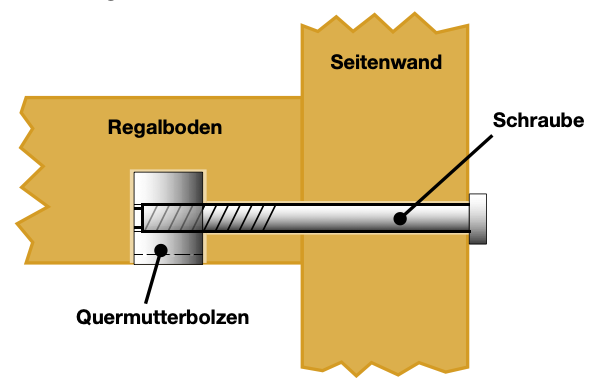
Montagebeispiel (schematisch): Befestigung eines Regalbretts mit verstecktem Quermutterbolzen und Schraube an einer Seitenwand

Ein Quermutterbolzen (auch Quergewindebolzen, Quergewindekolben, Klobenverbinder oder Verbindungskloben) ist ein Bolzen mit einem quer zur Bolzenachse angebrachten Gewindeloch. Namengebend ist das im Querloch befindliche Innen- bzw. Mutterngewinde (siehe obere Abbildung). 	
Quermutterbolzen wurden für den lösbaren Zusammenbau von Schränken und Regalen im Möbelbau entwickelt. Sie dienen dem rechtwinkligen Verbinden von Außenwänden miteinander  und von  Innenwänden mit Außenwänden (siehe untere Abbildung). Der Bolzen wird dabei in ein Sackloch in einem brettförmigen Teil (Boden- oder Dachwand oder Regalbrett) nahe seinem Rand gesteckt. In die dortige Stirnfläche wird rechtwinklig ein zweites Loch gebohrt, das das erste mittig trifft. Die zur Verbindung als zweites Teil gebrauchte Schraube wird durch diese stirnseitige Bohrung geführt und in den Quermutterbolzen eingeschraubt. Die Schraube wird zuerst von außen her durch ein Loch im am Brett (meistens eine  Seitenwand) rechtwinklig anliegendem anderem Brett gesteckt. An ihm liegt der Schraubenkopf auf (eben oder versenkt), wenn die Schraube angezogen und die satte Verbindung hergestellt ist (siehe obere Abbildung).
Der  Quermutterbolzen wird in die passende Drehlage mit einem Schlitzschraubendreher gebracht. Der Schlitz am Bolzen ist parallel zu seiner Querbohrung, wodurch die richtige Drehlage von außen kontrollierbar ist. Die Montage wird zudem erleichtert, indem die Schraube leicht angespitzt und die Querbohrung mit kurzen Einführungstrichtern versehen ist.
Es existiert kein herstellerübergreifend einheitliches Bezeichnungsschema. Üblicherweise werden benannt: Bolzendurchmesser und -länge, Gewinde und Querlochposition (Abstand von einem Bolzenende).